# 迈克尔·希茨
迈克尔·帕特里克·希茨，美国生物学家，哥伦比亚大学的细胞生物学研究者。他是力学生物学和生物力学的先驱者之一。1968年在阿尔比恩学院获学士学位，1972年在加州理工学院获博士学位。1990 - 2000年任杜克大学细胞生物学教授。1990年起任哥伦比亚大学纪念小威廉·R·凯南细胞生物学教授。希茨为理解大分子物质的胞内运输做出了重要贡献。2012年与詹姆斯·斯普迪赫、罗纳德·韦尔同获拉斯克基础医学研究奖。